# ロドリゴ・コルテス
ロドリゴ・コルテス（スペイン語: Rodrigo Cortés, 1973年5月31日 - ）は、スペイン・オウレンセ県センジェ出身の映画監督・脚本家・俳優・作曲家。

## 経歴
ガリシア地方のオウレンセ県センジェに生まれた。早くから映画製作に情熱を抱き、16歳の時にはスーパー8で初の短編映画『Yul』を製作、この作品は20以上の賞を受賞した。2001年にはフェイクドキュメンタリーの短編映画『15 días』を製作し、57の賞を受賞してスペインでもっとも多くの賞を受賞した短編映画となった。
2007年には初の長編映画『Concursante』を製作、マラガ映画祭での批評家賞を含むいくつかの賞を受賞した。2010年にはライアン・レイノルズを主演に据えてスリラー映画『［リミット］』を監督。サンダンス映画祭でプレミア上映され、かなり高い評価を受けた。2010年のシッチェス映画祭では「金のメリエス」を受賞している。2012年にはロバート・デ・ニーロ、シガニー・ウィーバー、キリアン・マーフィーなどを配した『レッド・ライト』を監督した。この作品は第25回東京国際映画祭に特別招待されている。2013年にはエウヘニオ・ミラが監督を務めた『グランドピアノ 狙われた黒鍵』の製作を担った。

## 作品
| 年   | 邦題 原題                               | 担当             | 備考             |
| ---- | --------------------------------------- | ---------------- | ---------------- |
| 1998 | Yul                                     | 監督・製作・脚本 | 短編             |
| 2000 | 15 días                                 | 監督・製作・脚本 | 短編             |
| 2001 | Diminutos del calvario                  | 監督・脚本       | "Dentro" segment |
| 2002 | Los 150 metros de Callao                | 監督・製作・脚本 | 短編             |
| 2007 | Dirt Devil                              | 監督・製作・脚本 | 短編             |
| 2007 | The Contestant                          | 監督・脚本       |                  |
| 2010 | ［リミット］ Buried                     | 監督・製作       |                  |
| 2011 | ［アパートメント:143］ Emergo           | 製作・脚本       |                  |
| 2012 | レッド・ライト Red Lights               | 監督・製作・脚本 |                  |
| 2013 | Por activa y por pasiva                 | 監督・製作・脚本 | 短編             |
| 2013 | グランドピアノ 狙われた黒鍵 Grand Piano | 製作             |                  |
| 2014 | 1:58                                    | 監督・脚本       | 短編             |
| 2018 | ダーク・スクール Down a Dark Hall       | 監督             |                  |